# Shawnee (Kansas)
Shawnee es una ciudad ubicada en el  condado de Johnson en el estado estadounidense de Kansas. En el año 2020 tenía una población de 67311 habitantes y una densidad poblacional de 610,81 personas por km².

## Geografía
Shawnee se encuentra ubicada en las coordenadas 39°0′46″N 94°45′57″O / 39.01278, -94.76583 (39.012767, -94.765818).

## Demografía
Según la Oficina del Censo en 2000 los ingresos medios por hogar en la localidad eran de $59,626 y los ingresos medios por familia eran $70,288. Los hombres tenían unos ingresos medios de $45,777 frente a los $31,428 para las mujeres. La renta per cápita para la localidad era de $28,142. Alrededor del 3.3% de la población estaban por debajo del umbral de pobreza.